# Norakdam
De Norakdam (Tadzjieks: Нерӯгоҳи обии Норак, Nerögohi obii Norak, Tadzjieks voor waterkrachtcentrale van Norak), oude Russische naam Norekdam, is een aardenstuwdam op de Vachsj in Tadzjikistan. De dam ligt in een kloof nabij de plaats Norak in het westen van het land op ongeveer 75 kilometer ten oosten van de hoofdstad Doesjanbe. Met de bouw werd in 1961 begonnen en de bouw duurde bijna 20 jaar. De dam is 304 meter hoog en behoort daarmee tot de grootste van zijn soort ter wereld.
De Norakdam werd gebouwd tussen 1961 en 1980. Tadzjikistan maakte toen nog deel uit van de Sovjet-Unie. De kern van de dam is van beton die niet waterdoorlatend is. Aan beide zijden van deze kern is rots en zand gestort met een totaal volume van 54 miljoen m³.
Het stuwmeer is het grootste waterbekken in het land. Het heeft een oppervlak van 98 km² en een inhoud van 10,5 km³. Het water wordt gebruikt voor irrigatie en voor de opwekking van elektriciteit. In de dam zijn negen francisturbines geïnstalleerd die generatoren aandrijven elk met een vermogen van 300 MW. Het totaal opgesteld vermogen bij de oplevering was 2.745 MW. De eerste turbine kwam in 1972 in gebruik en de laatste in 1979. Door verbeteringen is het vermogen per turbine met zo'n 30 MW verhoogd tot 3.015 MW in totaal. De centrale levert voldoende elektriciteit om nagenoeg het hele land aan stroom te voorzien.
Bij de bouw van de dam lag de bodem van het stuwmeer op zo’n 685 meter boven de zeespiegel. De dam is gebouwd om water tot een hoogte van 910 meter boven het zeeniveau te weerstaan, komt het water daarboven dan wordt het via overlaten afgevoerd. De inlaten voor de turbines liggen op 857 meter waarmee 4,5 km³ water voor de productie van elektriciteit kan worden gebruikt. De hoeveelheid water in het stuwmeer wat onder de inlaten zit, is circa 4,0 km³. Sinds de bouw van de dam is door de aanvoer van sediment de watercapaciteit van het meer gedaald tot zo’n 8,5 km³ in 2005, bij de aanleg was dit nog circa 10,5 km³.
De wateraanvoer van de Vachsj kent een duidelijk seizoenspatroon. Het is een gletsjerrivier en in de lente en zomer, wanneer veel sneeuw smelt, neemt het debiet scherp toe. Vanaf mei/juni stijgt het waterniveau in het stuwmeer en bereikt in augustus/september het hoogste niveau van 910 meter. Daarna wordt de aanvoer minder en neemt het gebruik voor irrigatie en elektriciteitsproductie toe en daalt het niveau naar 865 meter in het vroege voorjaar.